# 박대종
박대종(1917년 7월 21일 ~ 1995년 8월 16일)은 대한민국의 전직 축구 선수이다.